# Vẹt tách
Bruguiera parviflora là một loài thực vật có hoa trong họ Rhizophoraceae. Loài này được (Roxb.) Wight & Arn. ex Griff. miêu tả khoa học đầu tiên năm 1836.

## Hình ảnh

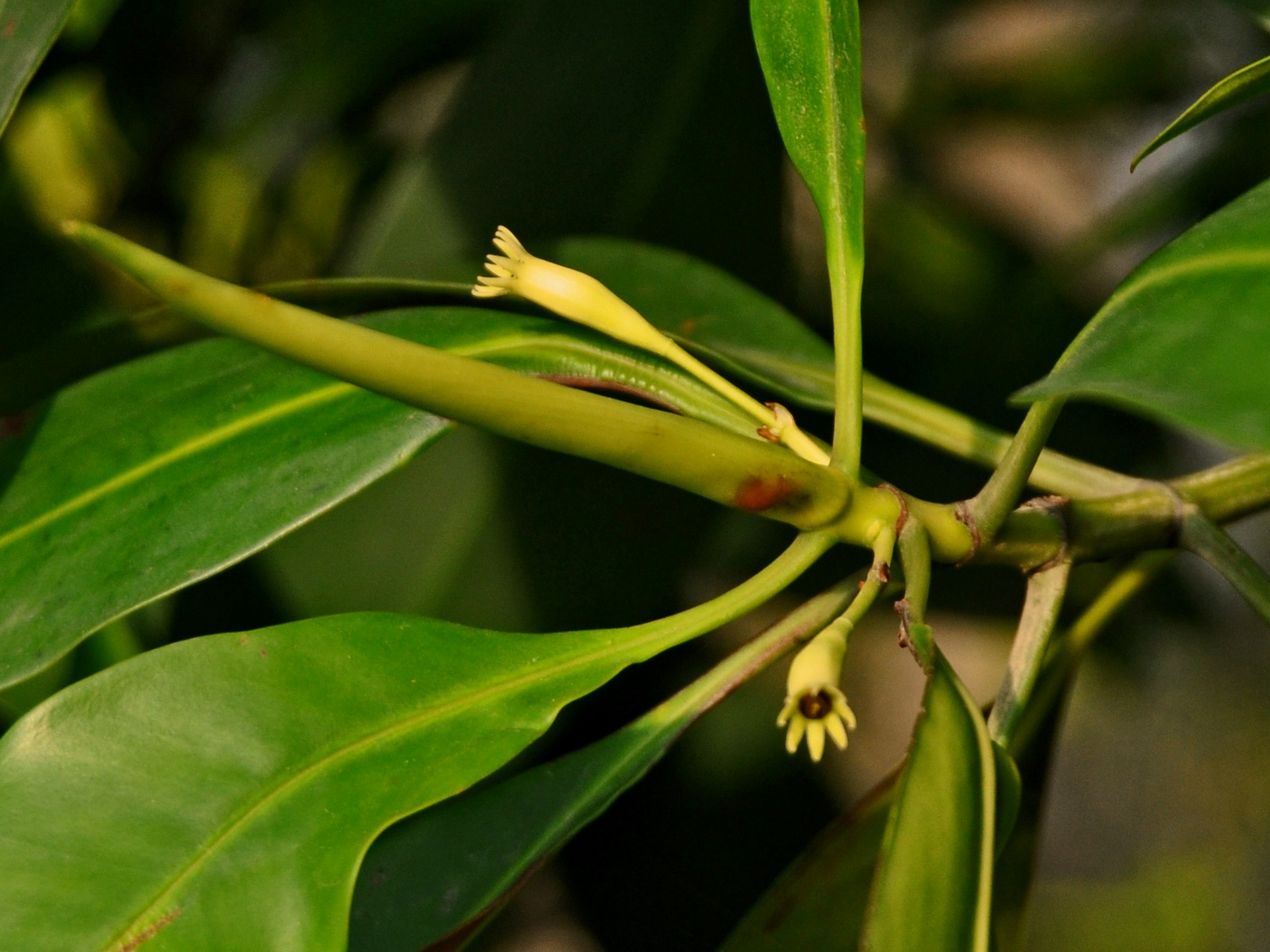
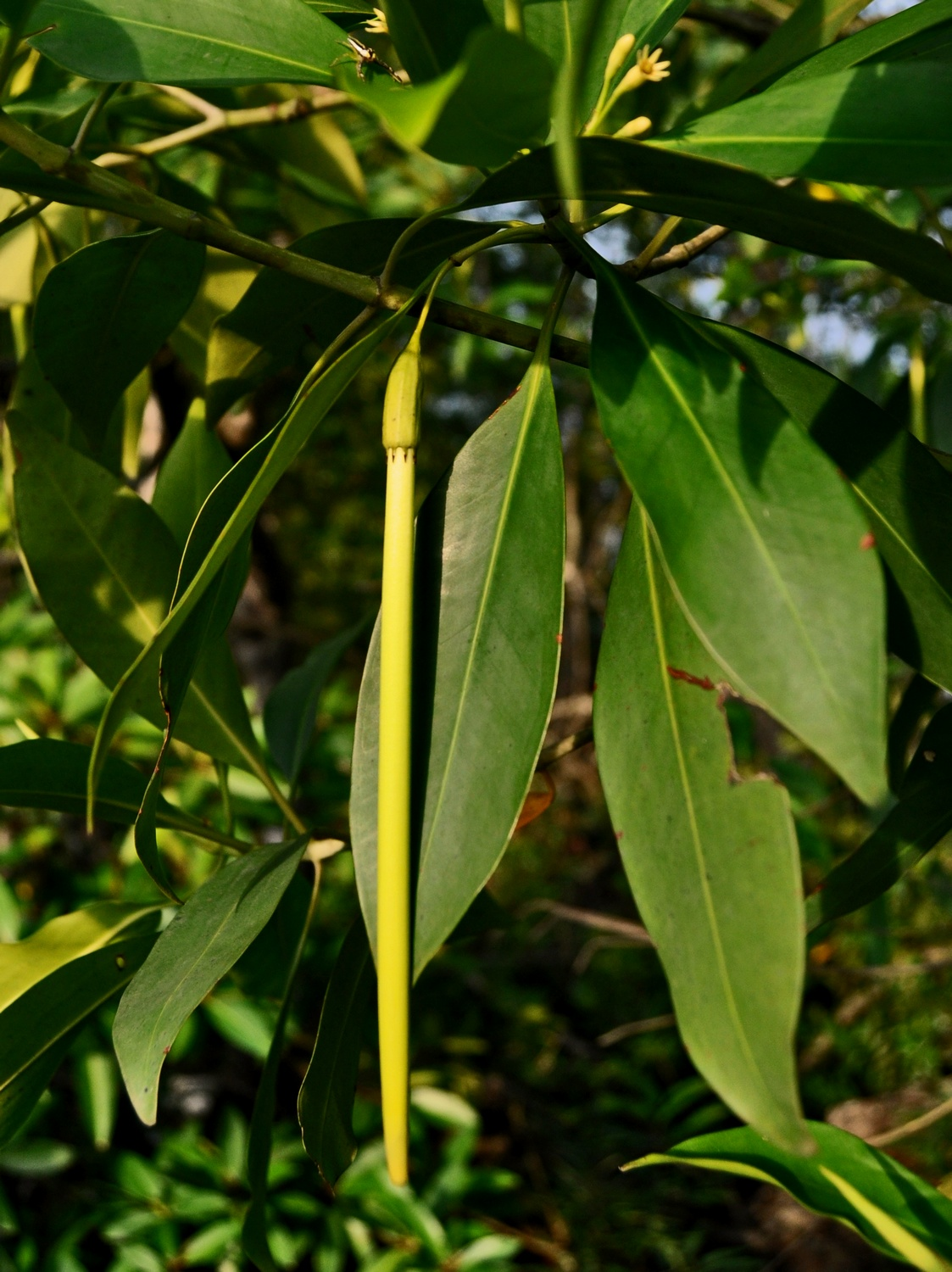
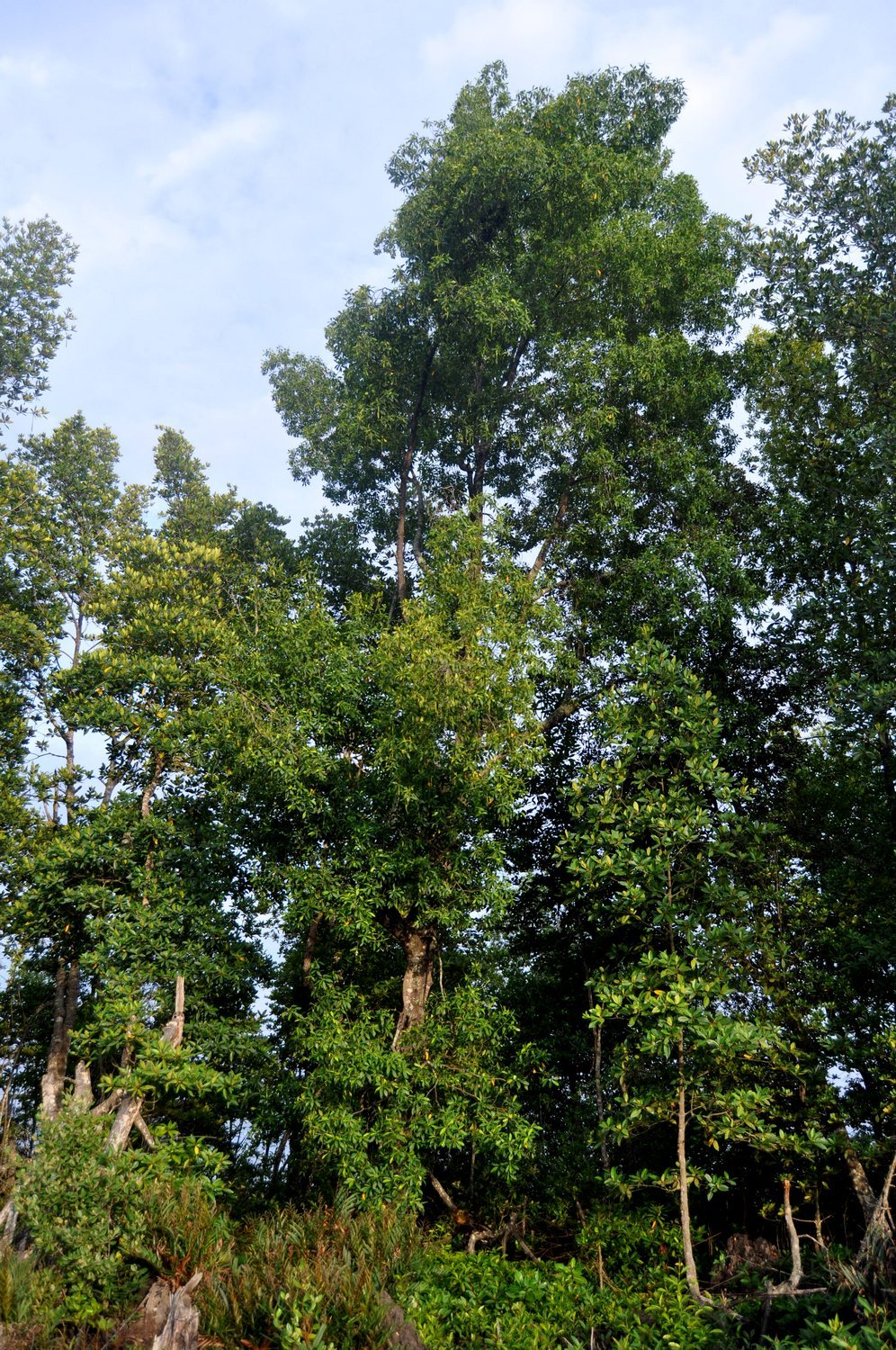
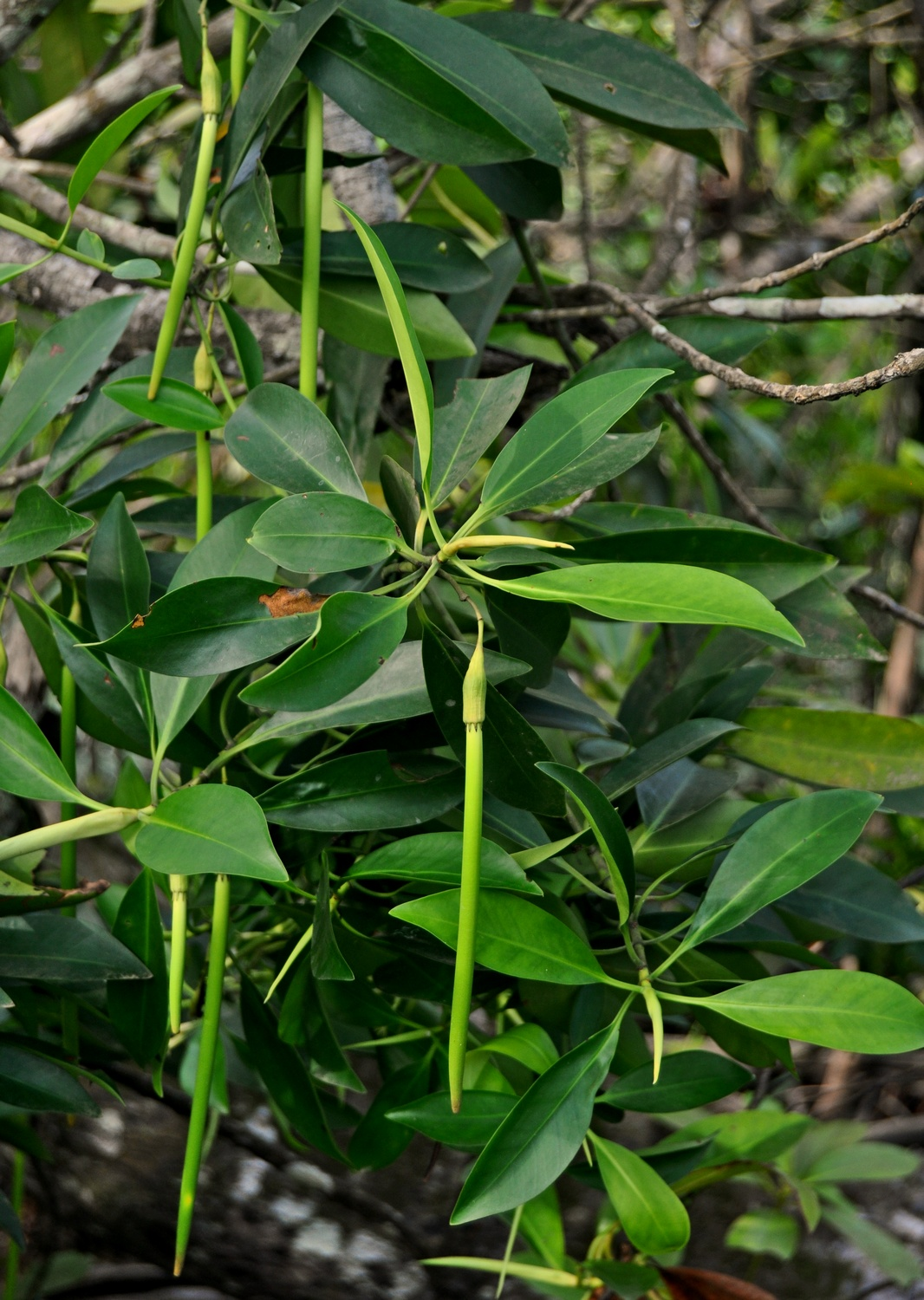